# Albertine Koutouan
Albertine Koutouan (* 28. Dezember 1964) ist eine ehemalige ivorische Leichtathletin, die sich auf den Siebenkampf spezialisiert hat und auch im Hürdenlauf und im Weitsprung erfolgreich war. 1990 wurde sie in Kairo Afrikameisterin im Siebenkampf.

## Sportliche Laufbahn
Erste internationale Erfahrungen sammelte Albertine Koutouan vermutlich im Jahr 1985, als sie bei den Afrikameisterschaften in Kairo in 14,27 s die Bronzemedaille im 100-Meter-Hürdenlauf hinter der Nigerianerin Maria Usifo und Cécile Ngambi aus Kamerun gewann und damit einen neuen Landesrekord aufstellte. 1987 gewann sie bei den Afrikaspielen in Nairobi mit 6,05 m die Bronzemedaille im Weitsprung hinter den Nigerianerinnen Beatrice Utondu und Comfort Igeh und 1990 siegte sie mit 5065 Punkten im Siebenkampf bei den Afrikameisterschaften in Kairo. 1992 gewann sie dann bei den Afrikameisterschaften in Belle Vue Maurel mit 4977 Punkten die Bronzemedaille hinter der Südafrikanerin Chrisna Oosthuizen und Caroline Kola aus Kenia. Daraufhin trat sie nicht mehr international in Erscheinung.
In den Jahren von 1981 bis 1983 sowie von 1985 bis 1987 wurde Koutouan ivorische Meisterin im 100-Meter-Hürdenlauf sowie von 1981 bis 1987 im Weitsprung. 1986 und 1987 wurde sie zudem Landesmeisterin im 100-Meter-Lauf.